# Lijst van belangrijkste spoorwegmaatschappijen in Europa
Albanië
- HSh (Hekurudha e Shqiperise)

België
- Nationale Maatschappij der Belgische Spoorwegen (NMBS)
- Dillen & Le Jeune Cargo (DLC)
- Trainsport

Bosnië en Herzegovina
- ŽBH (Željeznice Bosne i Hercegovine)
- ŽRS (Željeznice Republike Srpske)

Bulgarije
- BDZh (Bâlgarski Dârzhavni Zheleznitsi)

Denemarken
- Zie: lijst van Deense spoorwegmaatschappijen

Duitsland
- Zie: lijst van Duitse spoorwegmaatschappijen

Estland
- EVR Estonian Railways - Eesti Raudtee

Finland
- VR (VR Oy)

Frankrijk
- Eurotunnel
- Société Nationale des Chemins de fer Français (SNCF)

Griekenland
- OSE (Organismós Sidiródromon Éllados)
- SPAP (Peloponnese-Athens-Piraeus Railway)

Hongarije
- MÁV (Magyar Államvasutak)
- GySEV (Győr-Sopron-Ebenfurti Vasut, of ROeEE in Oostenrijk)

Ierland
- Iarnród Éireann (IE)

Italië
- Trenitalia (exploitatiebedrijf van de Ferrovie dello Stato)
- Ferrovie dello Stato  (FS)

Kroatië
- HŽ (Hrvatske željeznice)

Letland
- LDz (Latvijas dzelzceļš)

Litouwen
- LG (Lietuvos geležinkeliai)

Luxemburg
- Chemins de Fer Luxembourgeois (CFL)

Moldavië
- CFM (Calea Ferată din Moldova)

Nederland
- Zie: Lijst van Nederlandse spoorwegmaatschappijen

Noorwegen
- Zie: Lijst van Noorse spoorwegmaatschappijen

Oekraïne
- UkrZaliznyza (UZ)

Oostenrijk
- Bundesbahnen Österreich (Bundesbahn Österreich) tot 1938
- ÖBB (Österreichische Bundesbahnen)
- Pinzgauer Lokalbahn
- Salzburger Lokalbahn (SLB)
- WLB (Wiener Lokalbahnen)

Polen
- Polskie Koleje Państwowe (PKP)

Portugal
- CP (Caminhos de ferro portugueses)

Roemenië
- CFR (Compania Naţională de Căi Ferate "CFR")

Rusland
- RZhD (Rossiskiye Zheleznye Dorogi)

Servië en Montenegro
- ŽS (Železnice Srbije)
- ŽCG (Železnice Crna Gora)

Slowakije
- ŽSSK (Železničná spoločnosť, a.s.)
- ŽSR (Železnice Slovenskej republiky)

Slovenië
- Slovenske železnice

Spanje
- RENFE (Red Nacional de los Ferrocarriles Españoles)
- FEVE (Ferrocarriles Españoles de Vía Estrecha)
- EuskoTren (Eusko Trenbideak)
- FGC (Ferrocarrils de la Generalitat de Catalunya)
- FGV (Ferrocarrils de la Generalitat Valenciana)

Tsjechië
- ČD  (České dráhy)

Verenigd Koninkrijk
- Zie: Lijst van Britse spoorwegmaatschappijen

Wit-Rusland
- BCh (Belaruskaya Chyhunka)

Zweden
- Zie: Lijst van Zweedse spoorwegmaatschappijen

Zwitserland
- Zie: Lijst van Zwitserse spoorwegmaatschappijen